# Andavias (ort i Spanien)
Andavias är en ort i Spanien.   Den ligger i provinsen Provincia de Zamora och regionen Kastilien och Leon, i den centrala delen av landet, 220 km nordväst om huvudstaden Madrid. Andavias ligger 693 meter över havet och antalet invånare är 446.
Terrängen runt Andavias är platt. Runt Andavias är det ganska tätbefolkat, med 75 invånare per kvadratkilometer. Närmaste större samhälle är Zamora, 13,7 km sydost om Andavias. Trakten runt Andavias består till största delen av jordbruksmark.